# Warriors Bologna 2017
I Warriors Bologna hanno disputato il Girone C della Seconda Divisione FIDAF con la squadra senior più giovane della categoria, ed alcuni acquisti da franchigie vicine, come il ritorno del QB Nicolò Willo Scaglia (#10) dalle Aquile Ferrara.
Alla guida tecnica della squadra è stato confermato Mauro Solmi, che si è anche impegnato come capo-allenatore della Nazionale Under-19 di football americano dell'Italia.
Hanno chiuso la stagione regolare con un record perfetto di 8 – 0 e due vittorie tirate nei derby con i Braves Bologna (14 – 10, 14 – 13), il primo posto nel girone, il quarto attacco dell'intera divisione per punti segnati e la migliore difesa (solo 36 punti subiti).
Nei quarti di finale dei play-off hanno superato i Gladiatori Roma per 24 – 14, poi hanno ceduto il passo agli Hogs Reggio Emilia in semifinale, perdendo 6 – 14.

Una stagione largamente positiva, nella quale la squadra guerriera ha messo in evidenza un gruppo compatto ed alcune individualità di valore assoluto nazionale ed internazionale.
Gli Under 19 hanno vinto tutte e sei le partite del proprio girone, hanno battuto i pari-età dei Giaguari Torino nei quarti di finale, e sono stati sconfitti dai giovani Seamen Milano in semifinale.
Tredici giovani Guerrieri sono stati selezionati per le iniziative della Nazionale Under-19 di football americano dell'Italia, e sei di loro hanno superato tutte le selezioni e sono stati convocati a fare parte del roster per il Campionato europeo di football americano Under-19 2017 (IFAF Paris).

## Girone
I Guerrieri sono stati inseriti nel Girone C della Seconda Divisione, assieme ad altre tre squadre emiliano-romagnole.
| Girone C         |
| Braves Bologna   |
| Chiefs Ravenna   |
| Ravens Imola     |
| Warriors Bologna |

## Stagione regolare
I Guerrieri hanno disputato un girone all'italiana con andata e ritorno, affrontando due volte le altre squadre del Girone C, e due incontri interdivisionali con Gorillas Varese (Girone F) e Mad Bulls Barletta (Girone A).
| Riolo Terme 26 febbraio 2017, ore 15:00 CEST 1ª giornata | Ravens Imola | 0 – 14 (0-0 0-0 0-6 0-8) | Warriors Bologna | Stadio Comunale - Via Berlinguer, 1 |

| Bologna 4 marzo 2017, ore 21:00 CEST 2ª giornata | Warriors Bologna | 43 – 7 (7-0 13-7 10-0 13-0) | Chiefs Ravenna | Alfheim Field – Centro sportivo "Giorgio Bernardi" |

| Bologna 11 marzo 2017, ore 21:00 CEST 3ª giornata | Warriors Bologna | 14 – 10 (8-7 0-0 0-0 6-3) | Braves Bologna | Alfheim Field – Centro sportivo "Giorgio Bernardi" |

| Bologna 25 marzo 2017, ore 21:00 CEST 5ª giornata | Warriors Bologna | 7 – 0 (0-0 0-0 0-0 7-0) | Gorillas Varese | Alfheim Field – Centro sportivo "Giorgio Bernardi" |

| Barletta 8 aprile 2017, ore 20:30 CEST 7ª giornata | Mad Bulls Barletta | 0 – 42 (0-14 0-0 0-7 0-21) | Warriors Bologna | C.S. Manzi-Chiapulin - Via Dei Mandorli |

| Bologna 29 aprile 2017, ore 21:00 CEST 8ª giornata | Warriors Bologna | 48 – 6 (7-6 14-0 14-0 13-0) | Ravens Imola | Alfheim Field – Centro sportivo "Giorgio Bernardi" |

| Marina di Ravenna 14 maggio 2017, ore 15:30 CEST 10ª giornata | Chiefs Ravenna | 0 – 42 (0-14 0-21 0-0 0-7) | Warriors Bologna | Campo Comunale - Via Del Marchesato 1-4 |

| Bologna 20 maggio 2017, ore 20:30 CEST 11ª giornata | Braves Bologna | 13 – 14 (0-0 7-0 0-7 0-0 6-7 o.t.) | Warriors Bologna | Alfheim Field – Centro sportivo "Giorgio Bernardi" |

## Classifica
I Guerrieri si sono classificati al 1º posto nel Girone C, diventando testa di serie dei play-off in virtù del record perfetto di 8 vittorie (di cui una al tie break contro i Braves) e 0 sconfitte.
| Classifica Girone C |    |   |   |     |     |      |           |
| Team                | PG | W | L | PF  | PS  | DP   | Millesimi |
| Warriors Bologna    | 8  | 8 | 0 | 224 | 36  | 188  | 1.000     |
| Braves Bologna      | 8  | 5 | 3 | 201 | 80  | 121  | 625       |
| Chiefs Ravenna      | 8  | 3 | 5 | 91  | 179 | -88  | 375       |
| Ravens Imola        | 8  | 0 | 8 | 49  | 240 | -191 | 0         |

## Playoff
I Guerrieri hanno disputato entrambi gli incontri di play-off in casa, all'Alfheim Field (Campo sportivo "Giorgio Bernardi").
Hanno battuto i Gladiatori Roma nei quarti di finale, una classica del football americano in Italia. Nella semifinale, sono stati sconfitti dagli Hogs Reggio Emilia.
| Bologna 17 giugno 2017, ore 21:00 CEST Quarti di finale | Warriors Bologna | 24 – 14 (3-0 7-7 7-0 7-7) | Gladiatori Roma | Alfheim Field – Centro sportivo "Giorgio Bernardi" |

| Bologna 24 giugno 2017, ore 21:00 CEST Semifinale | Warriors Bologna | 6 – 14 (0-7 0-0 6-7 0-0) | Hogs Reggio Emilia | Alfheim Field – Centro sportivo "Giorgio Bernardi" |

## Statistiche

### Squadra
| Stagione | regular season | regular season | regular season | regular season | regular season | regular season | playoff | playoff | playoff | playoff | playoff | playoff    | playoff            |
|          | Vin            | Par            | Per            | Tot            | PF             | PS             | Vin     | Per     | Tot     | PF      | PS      | risultato  | avversaria         |
| -------- | -------------- | -------------- | -------------- | -------------- | -------------- | -------------- | ------- | ------- | ------- | ------- | ------- | ---------- | ------------------ |
| 2017     | 8              | 0              | 0              | 8              | 224            | 36             | 1       | 1       | 2       | 30      | 28      | Semifinale | Hogs Reggio Emilia |

I Guerrieri hanno chiuso la stagione senior 2017 con un record complessivo di 9 vittorie e 1 sconfitta.
Nelle 8 partite della stagione regolare hanno conquistato 138,4 yd su corsa per partita (30,0 yd è stato il guadagno su corsa per gli avversari) e 132,5 yd su lancio (66,6 yd).
Hanno segnato una media di 28,0 punti a partita, risultando il quarto attacco della Seconda Divisione, e subito 4,5 punti, prima difesa. Settimo attacco per iarde conquistate per partita (270,9) e prima difesa per il minore numero di iarde subite (96,6).
Hanno conquistato 56 primi down su corsa (14 gli avversari), 52 su lancio (19) e 16 su penalità (13), con una percentuale di conversione del terzo down pari al 41% (11%) e del quarto al 33% (16%).

### Individuali
Per quanto riguarda i singoli giocatori, spiccano la versatilità e l'incisività di Maxym Berezan: è stato l'ottavo runningback della categoria per iarde conquistate ad incontro (80,0), il settimo realizzatore con 7,5 punti di media, e il decimo punter per iarde calciate di media (33,3).
Niccolò Scaglia è stato il settimo quarterback per iarde lanciate ad incontro (126,5), Mattia Parlangeli l'ottavo ricevitore per iarde ricevute (46,6) e numero di ricezioni (3,5), Matteo Zanetti il settimo kicker per punti segnati (3,0) e il quinto per percentuale di realizzazione della trasformazione su calcio (87.5%).
Nei ruoli difensivi, Tiberio Calbucci è stato decimo per numero di placcaggi ad incontro (5,7), Fabio Fiori settimo per numero di sack (0,57), Andrea Nadalini sesto per fumble forzati (0,25).

## Roster
Fonte: sito ufficiale dei Warriors Bologna – Serie A2 – 2017

## Attività giovanile
La società Warriors Bologna a.s.d. ha iscritto due squadre nei livelli giovanili nazionali disputati nell'autunno 2017, nel Campionato Under 16 e nel Campionato Under 19.

### Under 16
I Guerrieri Under 16 sono stati inseriti nel Girone A assieme ai pari età di Aquile Ferrara (futuri Campioni d'Italia della categoria), Guelfi Firenze e Gladiatori Roma.
Hanno scontato il passaggio dei giocatori più esperti al livello superiore, e hanno perso tutti e sei gli incontri della stagione regolare, terminando il girone all'ultimo posto.
| Classifica Under 16 Girone A |    |   |   |     |     |      |           |
| Team                         | PG | W | L | PF  | PS  | DP   | Millesimi |
| Aquile Ferrara               | 6  | 6 | 0 | 202 | 58  | 144  | 1.000     |
| Guelfi Firenze               | 6  | 4 | 2 | 110 | 88  | 22   | 666       |
| Gladiatori Roma              | 6  | 2 | 4 | 78  | 120 | -42  | 333       |
| Warriors Bologna             | 6  | 0 | 6 | 38  | 162 | -124 | 0         |

### Under 19
I Guerrieri Under 19 sono stati inseriti nel Girone B assieme ai pari età di Aquile Ferrara, Dolphins Ancona e Ravens Imola.
Hanno vinto tutte le partite della stagione regolare, classificandosi al primo posto nel girone.
| Classifica Under 19 Girone B |    |   |   |     |     |      |           |
| Team                         | PG | W | L | PF  | PS  | DP   | Millesimi |
| Warriors Bologna             | 6  | 6 | 0 | 272 | 30  | 242  | 1.000     |
| Dolphins Ancona              | 6  | 4 | 2 | 158 | 95  | 63   | 666       |
| Ravens Imola                 | 6  | 2 | 4 | 89  | 177 | -88  | 333       |
| Aquile Ferrara               | 6  | 0 | 6 | 19  | 236 | -217 | 0         |

Nei playoff hanno battuto i pari età dei Giaguari Torino al primo turno, poi hanno perso la semifinale contro i giovani dei Seamen Milano, futuri Campioni d'Italia della categoria, in trasferta.
| Bologna 9 dicembre 2017, ore 21:00 CEST Quarti di finale | Warriors Bologna | 26 – 13 (7-0 6-0 0-13 13-0) | Giaguari Torino | Alfheim Field – Centro sportivo "Giorgio Bernardi" |

| Milano 17 dicembre 2017, ore 13:00 CEST Semifinale | Seamen Milano | 20 – 13 (0-7 7-0 0-0 13-6) | Warriors Bologna | C.S. Gianni Brera |

## Nazionale italiana

### Under 19
Sono stati complessivamente 13, i Guerrieri selezionati dalla FIDAF per l'attività della Nazionale Under-19 di football americano dell'Italia, e alcuni di loro hanno disputato gli incontri con le rappresentative estere.
Quattro giocatori sono stati convocati per la partita amichevole contro gli USA AFW ELITE (una selezione di ragazzi da 28 high school statunitensi): Glauco Capece (LB), Martin Marcacci (DB), Roberto Raffini (SS) e Riccardo Ventura (CB).

Sei giocatori hanno superato tutte le selezioni e sono stati convocati a fare parte del roster per la partita di qualificazione agli Europei di Parigi, tutti ragazzi che hanno disputato il campionato di Seconda Divisione con la squadra senior dei Guerrieri: Alessandro Amato (LB), Tiberio Calbucci (LB), Filippo Maria Camassa (LB), Glauco Capece (LB), Saulo Capece (TE/DE), Jonathan Ted Benson Cerullo Uyi (DB). Tre sono stati inseriti nelle riserve di eccellenza, pronte ad un’eventuale convocazione all’ultimo secondo: Guglielmo Caliceti (DB), Alessandro Indelicato (DB) e Alberto Meletti (OL).
Oltre a questi ragazzi selezionati, l'head coach Mauro Solmi è stato convocato come defensive coordinator cioè allenatore della difesa del Blue Team Under 19.
I Guerrieri nel roster hanno così partecipato al ritiro di Padova, ospiti del 2º Reparto Manutenzione Missili della Caserma Logistica dell’Aeronautica Militare, quindi hanno disputato la partita di qualificazione contro la Nazionale Under-19 di football americano della Serbia a Belgrado, che è stata vinta 7-6, conquistando così la partecipazione al Campionato europeo di football americano Under-19 2017 che si è svolto dal 14 al 16 luglio 2017, a Parigi (Francia).
Per la competizione continentale, i giocatori guerrieri convocati nel roster sono stati: Tiberio Calbucci (LB), Filippo Maria Camassa (LB), Glauco Capece (LB), Saulo Capece (TE/DE), Jonathan Ted Benson Cerullo Uyi (DB) e Alberto Meletti (OL). Gli azzurrini hanno perso entrambi gli incontri, classificandosi così al 4º posto, ma Jonathan Cerullo Uyi si è messo in evidenza nella partita contro l'Austria, eseguendo 2 intercetti e venendo così nominato MVP dell'Italia.